# Ryō Ishii (Fußballspieler, 2000)
Ryō Ishii (japanisch 石井 僚 Ishii Ryō; * 11. Juli 2000 in der Präfektur Gunma) ist ein japanischer Fußballspieler.

## Karriere
Ryo Ishii erlernte das Fußballspielen in der Jugendmannschaft der Urawa Red Diamonds. Hier unterschrieb er am 1. Februar 2019 auch seinen ersten Vertrag. Der Verein aus Saitama spielte in der ersten japanischen Liga. Von Februar 2021 bis Juli 2021 wurde er an den Zweitligisten Renofa Yamaguchi FC nach Yamaguchi ausgeliehen. Hier kam er jedoch nicht zum Einsatz. Direkt im Anschluss wechselte er ebenfalls auf Leihbasis zum Drittligisten YSCC Yokohama. Sein Profidebüt für den Verein aus Yokohama gab Ryo Ishii am 21. November 2021 (28. Spieltag) im Auswärtsspiel gegen Roasso Kumamoto. Hier stand er in der Startelf und spielte die kompletten 90 Minuten. Roasso gewann das Spiel durch ein Tor von Shun Itō mit 1:0. Für Yokohama bestritt er insgesamt 17 Ligaspiele. Nach der Ausleihe kehrte er nicht zu den Red Diamonds zurück, sondern unterschrieb am 1. Februar 2023 einen Vertrag beim Zweitligisten Thespakusatsu Gunma. Am Ende der Saison 2024 musste er mit dem Verein als Tabellenletzter den Weg in die Drittklassigkeit antreten. Nach insgesamt fünf Ligaspielen wechselte er im März 2025 zum Erstligaaufsteiger Yokohama FC.